# 肿瘤学报

肿瘤学报（Acta oncologica, 简写：Acta Oncol），为5个北欧肿瘤学学会会刊，每年出版8期。该杂志的文章在出版6个月后会免费开放。
杂志网址：http://informahealthcare.com/journal/onc%5B%5D